# Hussar
Hussar es un pueblo en el sur de Alberta, Canadá, dentro del condado de Wheatland . Se encuentra en la carretera 561, aproximadamente 93 kilómetros este de Calgary y 55 kilómetros sur de Drumheller.

## Historia
Hussar se fundó extraoficialmente en 1913, cuando la compañía ferroviaria Canadian Pacific Railway (CPR) estableció una estación y la llamó Hussar. Alrededor de la estación creció una comunidad que se constituyó en pueblo en 1928. El nombre de Hussar para la estación se utilizó en honor a un grupo de soldados alemanes que pertenecían a un regimiento alemán de Hussar (caballería) que anteriormente había establecido una gran granja cerca de Hussar. Con el inicio de la Primera Guerra Mundial, la mayoría de los soldados regresaron a Alemania y los que se quedaron fueron internados mientras duró la guerra. El terreno, que formaba parte de esta German Canadian Farming Co. Ltd., se compró después de la guerra. Tras la guerra, la comunidad, tanto el pueblo como los alrededores, comenzó a crecer con la afluencia de colonos de todo el mundo. Ingleses, irlandeses, escoceses y daneses constituyeron el grueso de los colonos. Muchos de los descendientes de esos colonos aún residen en la comunidad o en sus alrededores.

## Demografía
En el censo de población de 2021 realizado por Statistics Canada, Village of Hussar registró una población de 164 personas viviendo en 74 de sus 85 viviendas privadas totales, un cambio de -13,7% con respecto a su población de 2016 de 190. Con un área de terreno de 0,7 km² (0,3 mi²), tenía una densidad de población de 234,3/km en 2021.
En el Censo de Población de 2016 realizado por Statistics Canada, Village of Hussar registró una población de 190 habitantes viviendo en 78 de sus 87 viviendas privadas totales, un cambio de 8% de su población de 2011 de 176. Con un área de terreno de 0,75 km² (0,3 mi²), tenía una densidad de población de 253,3/km en 2016.